# Torre Caracciolo (frazione)
Torre Caracciolo è la frazione più popolosa del comune di Marano di Napoli in Campania con i suoi 3.570 abitanti.
È nota per avere l'antico omonimo maniero, risalente al XV secolo.

## Geografia fisica
Torre Caracciolo è sita a sud del centro storico del comune di Marano da cui dista circa 3 km, trovandosi alle porte della città di Napoli, confina a sud con il quartiere di Pianura, e con le località di Guantai e della Masseria Romano che fanno entrambe parte del comune di Napoli, confina inoltre a nord con la località maranese di Masseria Foragnano e a nord-ovest con il comune di Quarto. Torre Caracciolo sorge a 338 m. sul livello del mare.

## Monumenti e luoghi d'interesse
- Torre Caracciolo, costruita nel XV secolo su richiesta di Ferrante I d'Aragona. Acquisì il nome della nobile famiglia dei Caracciolo. Durante la seconda guerra mondiale le truppe tedesche la utilizzarono come punto di avvistamento.[2]
- Chiesa Santa Maria ad Montes.